# Риковер, Хайман Джордж
Хайман Джордж Риковер (англ. Hyman George Rickover, первоначально Хаим Годалия Риковер (англ. Chaim Godalia Rickover); 27 января 1900 — 8 июля 1986) — четырёхзвёздный адмирал флота США. Он известен как «отец атомного флота», который на июль 2007 года состоял из 200 атомных подводных лодок, 23 атомных авианосцев и крейсеров, хотя многие из этих кораблей сейчас списаны, а другие находятся в процессе постройки. Благодаря своим уникальным личностным характеристикам, политическим связям, ответственности и глубоким знаниям Риковер прославился как дольше всех находившийся на действительной службе высший офицер в американской истории. Он прослужил 63 года. Благодаря значительному наследию Риковера в области атомных технологий был достигнут так и не побитый рекорд безаварийной эксплуатации реакторов на кораблях ВМС США, в части неконтролируемого выброса радиоактивных продуктов, связанных с повреждением активной зоны.

## Ранние годы
Хайман Риковер родился в еврейской семье в городке Маков Мазовецкий (в составе Российской империи, ныне Польша). Фамилия Риковер произошла от названия деревни и поместья Рыки, расположенного в часе езды от Варшавы, как и Маков Мазовецкий.
В 1906 году 6-летним ребёнком он эмигрировал в США со своими родителями — Абрахамом и Рахилью. Это произошло после еврейских погромов 1905 года. Сначала семья проживала в Ист-Сайде Манхэттена, спустя два года они перебрались в Лаундейл, район Чикаго, где его отец продолжил работу портным. Риковер начал работать с девяти лет, помогая семье. Позже он говорил, что его детство было временем «тяжёлой работы, дисциплины и, бесспорно, недостатка приятного времяпровождения».
Одновременно с учёбой в средней школе им. Джона Маршалла (Чикаго), которую он окончил с отличием в 1918 году, Риковер работал полную рабочую неделю, разнося телеграммы Western Union. Благодаря работе он познакомился с конгрессменом Адольфом Дж. Сабатом. После вмешательства друга семьи, Сабат, еврей — чешский иммигрант, рекомендовал Риковера к поступлению в Военно-морскую академию США. Благодаря самодисциплине и самообразованию будущий четырёхзвёздный адмирал сдал вступительный экзамен и был принят.

## Начало военно-морской карьеры
2 июня 1922 года, по окончании учёбы (107-м в выпуске из 540 человек) Риковер получил звание энсин. В ожидании отправки на свой первый корабль — эсминец «Ла Валетта» на Западное побережье через Панамский канал — он добился стипендии Чикагского университета для изучения истории и психологии. Некоторое время находился на эсминце «Персиваль», так как «Ла Валетта» была в море. Попав на борт «Ла Валетты», он настолько впечатлил своего командира, что 21 июня 1923 года тот назначил его старшим механиком, несмотря на недостаточный опыт. Спустя неполный год после выпуска из академии Риковер стал самым молодым механиком эскадры.
В дальнейшем он служил на линкоре «Невада», затем получил степень магистра по электротехнике (после года, проведённого в Военно-морской аспирантуре). Дальнейшую работу он продолжил в Колумбийском университете. Там он встретил свою будущую жену, христианку, студентку по международному обмену Рут Д. Мастерс. В 1931 году, после того как она вернулась с докторантуры в Сорбонне, они поженились. Вскоре после женитьбы Риковер написал родителям о своём желании перейти в епископальную церковь и оставался в её лоне до конца своих дней.
Риковер поехал в Вашингтон и добровольно поступил на подводный флот. Ему больше нравилась служба на небольших кораблях, к тому же он знал, что молодые офицеры на подводных лодках быстро продвигаются по службе. Его заявление было отклонено ввиду его возраста (29 лет). Но судьба распорядилась иначе. На борту «Невады» служил его бывший командир, который вступился за Риковера. С 1929 по 1933 год Риковер служил на подводных лодках (S-9 и S-48), и получил допуск к самостоятельному управлению и командованию кораблём.
В 1933 году, служа в Управлении инспектора по снабжению флота в Филадельфии (Пенсильвания), Риковер перевёл книгу адмирала, командующего немецкими лодками времён Первой мировой войны Германа Бауэра «Das Unterseeboot». Этот перевод стал обязательным чтением для американских подводников.
Только в июле 1937 года он принял в командование свой первый корабль — тральщик «Финч». 1 июля 1937 года ему было присвоено звание лейтенант-коммандер. В октябре 1937 года он был избран для инженерной службы и сдал «Финч» новому командиру. После некоторой задержки, 15 августа 1939 года поступил в распоряжение Инженерного управления флота в Вашингтоне. В дальнейшем служил по специальности.
В результате атаки на Пёрл-Харбор в декабре 1941 года, были потоплены 5 линкоров. 10 апреля 1942 года Риковер вылетел в Пёрл-Харбор. Он сыграл ключевую роль в подъёме «Калифорнии», и стал «ведущей фигурой в приведении электрических генераторов и моторов в рабочее состояние», что позволило линкору дойти своим ходом из Пёрл-Харбор до военно-морской верфи Пьюджет-Саунд. В мае 1944, после модернизации, «Калифорния» вернулась к участию в боевых действиях против Японии.
В ходе войны, находясь во главе электрического отдела Корабельного бюро, он был награждён орденом Легион Почета и получил опыт руководства большими исследовательскими программами, отбора талантливого технического персонала и тесного сотрудничества с частными подрядчиками. В выпуске журнала Тайм от 1954 года о Риковере говорится следующее:

Острый на язык Хайман Риковер гонял людей до изнеможения, продирался через бюрократизм, доводил подрядчиков до бешенства. Он наживал себе врагов, но к концу войны он получил звание кэптен и завоевал репутацию человека, доводящего дело до конца.
Оригинальный текст (англ.)Sharp-tongued Hyman Rickover spurred his men to exhaustion, ripped through red tape, drove contractors into rages. He went on making enemies, but by the end of the war he had won the rank of captain. He had also won a reputation as a man who gets things done

## Морские реакторы и Комиссия по атомной энергии

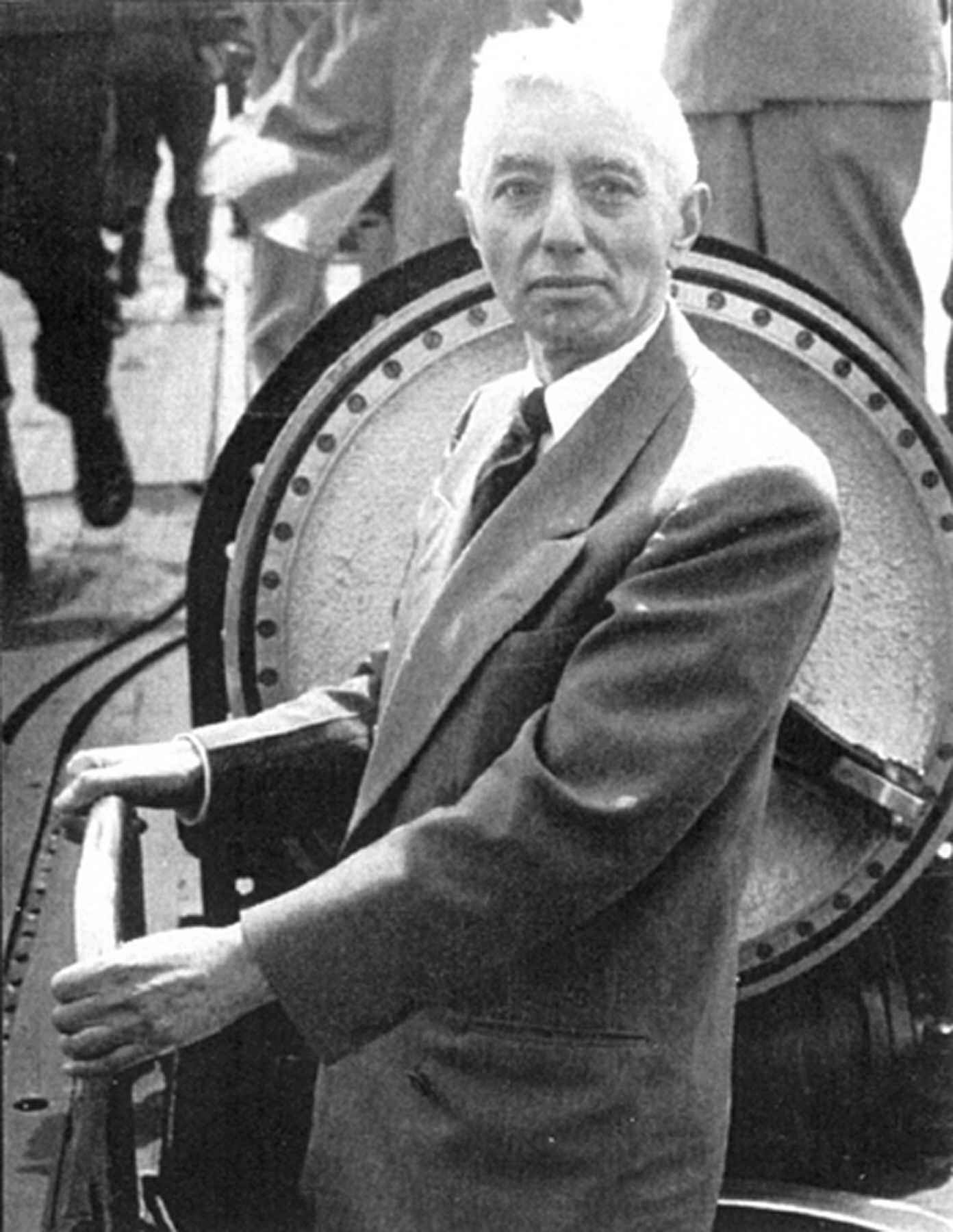
Адмирал Риковер на борту подводной лодки «Наутилус»

В 1946 году на базе проекта «Манхэттен» был начат новый проект — создание ядерной энергетики. Лаборатория Клинтон (ныне национальная лаборатория Оук-Ридж), занимающаяся ядерной энергией, разрабатывала ядерные электрогенераторы. Флот решил послать для участия в проекте восемь человек: четырёх гражданских, одного старшего и трёх младших офицеров. Риковер, сознавая потенциал применения ядерной энергии на флоте, обратился с рапортом об участии.
Хотя вначале он и не был избран, но благодаря вмешательству адмирала Эрла Миллса, своего бывшего командира, ставшего в том году главой Корабельного бюро, Риковер был направлен в Оук-Ридж как заместитель управляющего всем проектом. Так он получил доступ ко всем средствам, проектам и материалам исследований.
Наблюдая работу таких физиков как Росс Ган, Филипп Абельсон и других участников проекта «Манхэттен», Риковер быстро стал сторонником идеи ядерной корабельной силовой установки, особенно для военно-морского флота. В сотрудничестве с Элвином Вайнбергом, директором по науке в Оук-Ридж, он основал Институт реакторной технологии Оук-Ридж и начал работы над водо-водяным реактором для подводных лодок.
В феврале 1949 года он получил назначение в отдел по разработке реакторов Комиссии по атомной энергии и руководил работами флота в данной области в качестве директора отдела военно-морских реакторов Корабельного бюро, с подчинением адмиралу Миллсу. Эта двойная роль позволяла ему как возглавить работу по созданию первой в мире атомной подлодки «Наутилус», вступившей в строй в 1954 году, так и следить за строительством атомной электростанции в Шиппингпорте, оснащённой первым гражданским ядерным реактором.
Решение назначить Риковера главой национальной программы по созданию атомных подводных лодок, в конечном счёте, принял адмирал Миллс. По словам генерал-лейтенанта Лесли Гровза, руководителя проекта «Манхэттен» от военных, Миллс стремился поставить весьма решительного человека, и хотя он знал, что Риковер «не очень уживчив» и «не очень популярен», но он считал что Риковер именно тот, на кого флот может положиться, «с каким бы сопротивлением он ни столкнулся, если только он убеждён в потенциале атомных подводных лодок».
Риковер не разочаровал его. Благодаря воображению, целеустремленности, творчеству и инженерному опыту, собственному и его людей, появился высоконадёжный ядерный реактор, который умещался в корпус подводной лодки шириной не более 28 футов (8,5 м). Этого они добились, несмотря на следующие препятствия:
- В начале 1950-х ядерные реакторы мощностью в мегаватт занимали площадь примерно равную площади городского квартала.
- Прототип силовой установки «Наутилуса» стал первым в мире высокотемпературным ядерным реактором
- Основных физических данных, необходимых для разработки реактора, ещё не было.
- Не существовало методов проектирования реакторов
- Не было инженерных данных по поведению металлов в воде, одновременно подвергающихся воздействию высоких температур, давления и радиационных излучений широкого спектра.
- Не существовало паропроизводящих ядерных установок.
- Никто не разрабатывал паровых силовых установок для широкого диапазона температур и давлений в конденсаторе, возникающих при эксплуатации подводных лодок.
- Требовалось создать компоненты из таких экзотических материалов как гафний и цирконий (а сначала добыть сами материалы), для чего не существовало готовых технологий[13].

В 1958 году Риковер был повышен в звании до вице-адмирала и награждён первой из двух Золотых медалей Конгресса. С тех пор и почти тридцать лет он строжайше контролировал корабли, технику и личный состав атомного флота, лично проводил собеседования, одобряя или отвергая каждого офицера — кандидата на атомные корабли. За время его беспрецедентно долгой карьеры этих собеседований накопилось огромное количество: только со свежими выпускниками он встречался свыше 14 000 раз. Эти легендарные собеседования занимают немалое место в воспоминаниях студентов-кандидатов офицерского резерва (англ. NROTC). Во всем спектре, от заумных и разносных до благодушных, от мичманов Академии до авиаторов в высоких званиях, стремившихся получить командование авианосцем (временами переходившие в стычки характеров), эти собеседования в большинстве потеряны для истории, за исключением нескольких задокументированных случаев, плюс личное интервью, взятое Дайаной Сойер в 1984 году.
Его строгие требования и упор на личную честность — главный источник долгой безаварийной эксплуатации реакторов в ВМС США. Во второй половине 1950-х в беседе с одним из капитанов Риковер отчасти раскрыл источник такого навязчивого отношения к безопасности:

У меня есть сын. И я люблю его. И хочу чтобы всё, сделанное мной, было настолько безопасно, чтобы я мог со спокойной душой доверить ему пользование. Вот моё главное правило.
Оригинальный текст (англ.)I have a son. I love my son. I want everything that I do to be so safe that I would be happy to have my son operating it. That's my fundamental rule.

Кроме того, Риковер подчеркнуто присутствовал на первом ходовом испытании чуть ли не каждой субмарины, закончившей постройку. Тем самым он одновременно как бы ставил личную печать её годности, и обеспечивал тщательность испытаний, чтобы её подтвердить, или наоборот выявить недостатки, требующие устранения.
В качестве главы Реакторного отдела он сосредоточивался скорее на надежности и безопасности техники, чем на тактической и стратегической подготовке. Это может навести на мысль, что из-за поглощенности эксплуатацией реакторов и одновременно прямого контакта с командирами, он мог повредить их боеспособности.
Но такая мысль не выдерживает проверки в свете засекреченных достижений американских подводников в эпоху холодной войны. О них, предположительно, рассказывает книга Зонтаг и Дрю. Мало того, рекорд ВМС США по безаварийной эксплуатации реакторов является резким контрастом главному конкуренту — Советскому флоту, который потерял несколько лодок в результате аварий реакторов: результат как спешки, так и избранных направлений строительства в соревновании с более передовой американской техникой.
Ретроспективный анализ октября 2007 года гласит:

Американские лодки далеко превосходили советские в критической области: скрытности, а одержимость Риковера безопасностью и контролем качества принесла ВМС США непревзойденный рекорд безопасности. Это особенно важно в демократическом обществе, где громкий инцидент, такой как кризис на атомной станции Три-Майл Айленд в марте 1979 года, или ряд широко распубликованных ЧП, мог бы навсегда похоронить атомный флот.
Оригинальный текст (англ.)U.S. submarines far outperformed the Soviet ones in the crucial area of stealth, and Rickover's obsessive fixation on safety and quality control gave the U.S. nuclear Navy a vastly superior safety record to the Soviet one. This was especially crucial as in a democratic society, particularly after the Three Mile Island nuclear power station crisis in March 1979, a host of nuclear accidents or well-publicized near misses could have shut down the nuclear fleet completely.

Однако и во времена Риковера было известно, что чрезмерная сосредоточенность на эксплуатации и содержании реакторов могут встать на пути оперативных задач. Одним из противовесов стало введение, после отставки адмирала, правила по которому его должность во главе NAVSEA-08 могут занимать только самые сильные офицеры, с обязательным опытом командования подводными лодками, на восемь лет и только однажды в течение карьеры. Начиная со сменившего его Киннарда Макки, и до нынешнего, вступившего в должность в ноябре 2004 года, Киркланда Дональда, все командовали лодками, флотилиями или флотами; ни один не был, как Риковер, долгосрочно в инженерной должности.

## Три-Майл Айленд
После аварии 28 марта 1979 года на АЭС Три-Майл-Айленд (TMI), с частичным разрушением активной зоны, президент Картер приказал провести расследование (Отчёт Президентской комиссии об аварии на Три-Майл Айленд (1979). Впоследствии адмирал Риковер был вызван для свидетельства перед Конгрессом, в связи с вопросом, отчего флот добился безаварийной (в части неконтролируемого выброса радиоактивных продуктов в результате повреждения активной зоны) эксплуатации реакторов, в отличие от драматический аварии на станции. В своих показаниях он заявил:

За эти годы многие меня спрашивали, как я управляю Реакторной программой, и пытались найти что-то полезное для себя. И меня всегда огорчало, как люди ищут простых, лёгких рецептов, от которых программа заработает. Любая успешная программа функционирует как единое целое многих факторов. Пытаться выбрать какой-то один ключевой аспект бесполезно. Каждый элемент зависит ото всех других.
Оригинальный текст (англ.)Over the years, many people have asked me how I run the Naval Reactors Program, so that they might find some benefit for their own work. I am always chagrined at the tendency of people to expect that I have a simple, easy gimmick that makes my program function. Any successful program functions as an integrated whole of many factors. Trying to select one aspect as the key one will not work. Each element depends on all the others.

## Противоречия
Сверхактивный, политизированный, резкий, неуживчивый, бесцеремонный, яркий, непревзойденный трудоголик, всегда требовательный к другим — невзирая на положение и ранги — как и к себе, Риковер был стихийной силой, и конечно порождал противоречия. Мало того, он «еле терпел посредственность, и совсем не переносил глупость». Как сказал один из его чикагских друзей, «По Риковеру, если кто туп, то лучше бы он вообще не жил». Даже будучи кэптеном, он не скрывал своих мнений, а ведь многие офицеры, которых он считал тупыми, впоследствии достигли адмиральских чинов и попали в Пентагон.
Риковер вступал с ними в частые бюрократические перепалки, настолько громкие, что он чуть вообще не остался без адмиральства: две отборочные комиссии — состоявшие исключительно из адмиралов — обошли кэптена Риковера повышением, как раз когда он был на пути к славе. Одна из них заседала на следующий день после закладки «Наутилуса», состоявшейся в присутствии президента Трумэна. В конце концов понадобилось вмешательство Белого дома, Конгресса и Секретаря ВМС, — и весьма прозрачная угроза ввести в систему отбора гражданских — чтобы следующая отборочная комиссия поздравила дважды обойденного (что в нормальных обстоятельствах равносильно концу карьеры) Риковера с производством во флагманский ранг.
Даже старейшие, известнейшие, лично отобранные Риковером офицеры, такие как Эдвард Бич (англ. Edward L. Beach, Jr.), испытывали смешанные чувства к «доброму старому джентльмену» (как его иносказательно прозвали за глаза), и временами решительно и на полном серьезе называли его тираном, несмотря на постепенную утрату власти в последние годы.
Тем не менее, комментарий президента Никсона при вручении Риковеру четвёртой звезды был прозрачен:

Я не пытаюсь сказать,… что он лишен противоречий. Он говорит что думает. У него бывают противники, которые с ним не согласны. Временами они правы, и он первый признает, что был неправ. Но сегодняшняя церемония символизирует величие американской военной системы, и флота в частности, потому что этот неоднозначный человек, этот человек, вносящий непривычные идеи, не был утоплен бюрократией; ибо если бюрократия топит гений, нация обречена на посредственность.
Оригинальный текст (англ.)I don't mean to suggest...that he is a man who is without controversy. He speaks his mind. Sometimes he has rivals who disagree with him; sometimes they are right, and he is the first to admit that sometimes he might be wrong. But the greatness of the American military service, and particularly the greatness of the Navy, is symbolized in this ceremony today, because this man, who is controversial, this man, who comes up with unorthodox ideas, did not become submerged by the bureaucracy, because once genius is submerged by bureaucracy, a nation is doomed to mediocrity.

Хотя и его военная власть, и доверие Конгресса в вопросах реакторов были абсолютны, они нередко порождали споры внутри флота. В качестве главы Реакторного отдела, и потому отвечая за «утверждение» компетентности экипажа в использовании матчасти он мог, по сути, отстранить корабль от службы, что несколько раз и делал, к ошеломлению всех причастных.
Коротко говоря, Риковер был одержим одной идеей: безопасной, до мелочей проверенной атомной программы. Вместе с его успехом крепло и убеждение многих наблюдателей, что при случае он пользуется властью, чтобы свести счёты или одёрнуть кого-нибудь.

### Полная подотчётность
Резко отличаясь от множества адмиралов и старших офицеров, которые ищут виноватых среди других когда что-нибудь идет криво, Риковер неизменно брал на себя полную ответственность за все, происходящее в программе Корабельных ядерных силовых установок (англ. NNPP). Вот одно из его высказываний:

Моя программа уникальна среди военных программ в следующем: вам знакомо выражение «с рожденья до могилы»; моя организация отвечает за идею проекта; за исследования и разработки; за проектирование и постройку оборудования, поставляемого на корабль; за эксплуатацию корабля; за отбор офицеров и матросов для него; и за их обучение и подготовку. Короче, я отвечаю за корабль в течение всей его жизни — с самого начала и до самого конца.
Оригинальный текст (англ.)My program is unique in the military service in this respect: You know the expression 'from the womb to the tomb'; my organization is responsible for initiating the idea for a project; for doing the research, and the development; designing and building the equipment that goes into the ships; for the operations of the ship; for the selection of the officers and men who man the ship; for their education and training. In short, I am responsible for the ship throughout its life – from the very beginning to the very end.

### «Топи их всех»[25]
При том, как Риковер был предан идее атомного движения, неожиданным выглядит его заявление перед Конгрессом в 1982 году, под конец карьеры, что будь его воля, он «утопил бы их всех». Внешне несуразное заявление, иногда относимое на счёт старости человека, пережившего своё время. Но взятое в контексте, оно раскрывает личную честность Риковера — до такой степени, что он сожалеет о необходимости подобных машин в современном мире, и прямо указывает, что использование атомной энергии со временем вступит в противоречие с природой.
На слушании Конгресса он заявил:

Я не верю, что атомная энергия того стоит, если она распространяет радиацию. Тогда вы, возможно, спросите, зачем мне атомные корабли. Это необходимое зло. Я утопил бы их всех. Я не горжусь своей ролью во всем этом. Я это делал потому, что это необходимо для безопасности моей страны. Вот поэтому я такой сторонник запрета на эту бессмыслицу — войну. К несчастью, ограничения … попытки ограничения войн всегда проваливаются. История учит, что когда начинается война, каждая страна в итоге использует все оружие, какое у неё есть.
И далее:
Всякий раз, создавая радиацию, вы создаете нечто с известным временем полураспада, иногда в миллиарды лет. Я считаю, что человечество однажды разрушит само себя, и потому важно взять под контроль эту страшную силу, и попытаться от неё избавиться.
Оригинальный текст (англ.)I do not believe that nuclear power is worth it if it creates radiation. Then you might ask me why do I have nuclear powered ships. That is a necessary evil. I would sink them all. I am not proud of the part I played in it. I did it because it was necessary for the safety of this country. That's why I am such a great exponent of stopping this whole nonsense of war. Unfortunately limits – attempts to limit war have always failed. The lesson of history is when a war starts every nation will ultimately use whatever weapon it has available." Further remarking: "Every time you produce radiation, you produce something that has a certain half-life, in some cases for billions of years. I think the human race is going to wreck itself, and it is important that we get control of this horrible force and try to eliminate it.

Однако после отставки — всего через несколько месяцев, в мае 1982 — адмирал Риковер ещё подробнее высказался на вопрос: «Не могли бы вы сказать о своей ответственности за создание атомного флота, жалеете ли вы о чём-нибудь?»

У меня нет сожалений. Считаю, что я помог сохранить мир для этой страны. Чего об этом жалеть? Сделанное мной одобрено Конгрессом — представляющим народ. Благодаря полиции вы все живете в безопасности от внутренних врагов. Точно так же вы живете в безопасности от внешнего врага, потому что военная машина не позволяет ему напасть. Ядерная технология уже создавалась в других странах. На мне лежало создание нашего ядерного флота. Я смог его осуществить.
Оригинальный текст (англ.)I do not have regrets. I believe I helped preserve the peace for this country. Why should I regret that? What I accomplished was approved by Congress — which represents our people. All of you live in safety from domestic enemies because of security from the police. Likewise, you live in safety from foreign enemies because our military keeps them from attacking us. Nuclear technology was already under development in other countries. My assigned responsibility was to develop our nuclear navy. I managed to accomplish this.

### Готовность отказаться от всего
Президент Джимми Картер в своем интервью Диане Сойер от 1984 года сказал:

Одно из самых памятных замечаний он сделал, когда мы были на борту подводной лодки; он сказал, лучше бы атомный боеприпас не изобрели. И затем сказал: «Хорошо бы атомную энергию вообще не открывали». Я возразил: «Адмирал, но в этом вся ваша жизнь». Он ответил: «Я отказался бы от всех своих достижений, и ото всех преимуществ атомной энергетики для флота, для медицинских исследований, и всех других целей, если бы это позволило избежать развития атомного оружия».
Оригинальный текст (англ.)One of the most remarkable things that he ever told me was when we were together on the submarine and he said that he wished that a nuclear explosive had never been evolved. And then he said, 'I wish that nuclear power had never been discovered.' And I said, 'Admiral, this is your life.' He said, 'I would forego [sic] all the accomplishments of my life, and I would be willing to forego [sic] all the advantages of nuclear power to propel ships, for medical research and for every other purpose of generating electric power, if we could have avoided the evolution of atomic explosives.

## Упор на образование
Ребёнком, живя в Польше, Риковер с четырёх лет посещал хедер, где учили исключительно Тору и иврит. Занятия были от рассвета до заката, шесть дней в неделю. После получения формального образования в США (см. выше) и рождения сына, адмирал Риковер стал проявлять пристальный интерес к уровню образования в Соединенных Штатах. В 1957 году он заявил:

Я считаю, сейчас самое время трезво обдумать нашу ответственность перед потомками — теми, кто прозвонит отходную веку ископаемых топлив. Наша высшая ответственность, гражданская и родительская, это дать американскому юношеству наилучшее образование. Нам нужны лучшие учителя, и в достаточном количестве, чтобы приготовить молодых к будущему, несравненно более сложному чем настоящее, для чего понадобится все больше компетентных и высоко образованных молодых людей.
Оригинальный текст (англ.)I suggest that this is a good time to think soberly about our responsibilities to our descendents - those who will ring out the Fossil Fuel Age. Our greatest responsibility, as parents and as citizens, is to give America's youngsters the best possible education. We need the best teachers and enough of them to prepare our young people for a future immeasurably more complex than the present, and calling for ever larger numbers of competent and highly trained men and women.

Риковер придерживался мнения, что уровень образования в США неприемлемо низок. Этот вопрос был в центре первой книги Риковера, «Образование и свобода» (англ. Education and Freedom, 1960) которая представляет собой собрание эссе, призывающих к повышению требований, особенно в преподавании математики и точных наук. В ней адмирал пишет, что «образование есть важнейшая проблема, стоящая сегодня перед Соединенными Штатами», и что «только повсеместное повышение школьных стандартов гарантирует процветание в будущем и свободу республики». Вторая книга, «Школы — швейцарские и наши» (англ. Swiss Schools and Ours, 1962) является едким сравнением образовательных систем Швейцарии и Америки. Он утверждает, что более высокие стандарты швейцарских школ, включая более длинный день и учебный год, в сочетании с подходом, поощряющим выбор ученика и академическую специализацию, дают лучшие результаты.
Его постоянный интерес к образованию привел к нескольким беседам с президентом Кеннеди. Ещё на действительной службе адмирал подчеркивал, что школьная система должна сделать три вещи: во первых, дать ученику существенный объём знаний, во-вторых развить в нём интеллектуальные навыки, необходимые для применения знаний во взрослой жизни, и в-третьих, привить ему привычку судить о вещах и явлениях на основе проверяемых фактов и логики.
Исходя из мысли, что «выращивание из юных студентов выдающихся людей и лидеров в науке и технике есть важнейший вклад в будущее Соединенных Штатов и всего мира», он, выйдя в отставку, основал в 1983 году Центр повышения образования (англ. Center for Excellence in Education).
Кроме того, научно-исследовательский институт (в прошлом Исследовательский институт Риковера), основанный им в 1984 году на базе Массачусетского технологического института, регулярно проводит специальную летнюю программу для одаренных старшеклассников со всего света.

## Вынужденная отставка
В конце 1970-х годов положение Риковера казалось как никогда прочным. В течение более двух десятилетий он выдерживал попытки высоких флотских чинов выжить его в отставку, в том числе вынужденную работу в перестроенном женском туалете и два отказа в продвижении по службе. Наличие покровителя, Джимми Картера, в Белом доме, и могущественных друзей в Комиссиях по Вооружённым силам как Палаты представителей, так и Сената обеспечило ему пребывание на действительной службе надолго после того, как большинство других адмиралов закончили уже вторую карьеру.
Но 31 января 1982 года, в возрасте за 80, прослужив стране 63 года при 13-ти президентах (от Вильсона до Рейгана) в звании полного адмирала, он был принуждён к отставке министром ВМС Джоном Леманом, с ведома и согласия президента Рональда Рейгана.
В начале 1980-х дефекты корпусной сварки — скрывавшиеся с помощью фальсифицированных отчётов — привели к серьёзной задержке поставки и превышению бюджета нескольких подлодок, строившихся на верфи Electric Boat корпорации General Dynamics. В некоторых случаях ремонт вылился практически в разборку и постройку заново почти готовых лодок. Верфь пыталась переложить превышение расходов непосредственно на флот, но Риковер «зубом и когтем» боролся за каждый шаг с генеральным менеджером Велиотисом (англ. P. Takis Veliotis), требуя чтобы верфь сама исправила некачественную работу.
Хотя строитель в конечном счёте в 1981 году договорился с флотом на оплату 634 из заявленных 843 миллионов долларов превышенного бюджета, Риковер не мог успокоиться что верфь, по существу, в судебном порядке возложила на флот вину за собственную некомпетентность и обман. По иронии, ВМС были ещё и страховщиком верфи, — и хотя идея компенсировать верфь на этом основании вначале была отвергнута как «неслыханная» министром Леманом, иск General Dynamics включал требование выплаты страховки.
Придя в ярость, Риковер презрительно отозвался и о соглашении, и о самом Лемане (которым отчасти двигало стремление исполнить программу Рейгана «Флот из 600 кораблей»). Это было далеко не первое его столкновение с оборонной индустрией. Он давно славился жёсткой, а то и жестокой требовательностью к подрядчикам. Но на этот раз конфликт с Electric Boat принял форму открытой, неограниченной войны.
Велиотис в 1983 году был обвинен расширенным судом присяжных в рэкете и мошенничестве, за попытку получить от субподрядчика взятку в 1,3 миллиона долларов. Однако он сумел бежать на родину, в Грецию, где и ведёт роскошную жизнь, скрываясь от американского правосудия.
Следуя обвинениям Велиотиса, временная Комиссия ВМС по единовременным дарам нашла, что Риковер виновен в получении от General Dynamics в течение 16 лет подарков, в том числе украшений, мебели и коллекционных ножей на сумму $67 628. Расследовались также обвинения в получении подарков от двух других крупных подрядчиков флота: General Electric и Newport News.
Велиотис также утверждал, не приводя доказательств, что General Dynamics одаривала и других высших офицеров флота, и систематически занижала стоимость контрактов, с намерением взыскать превышение сметы с правительства. Эти обвинения флотом не расследовались, отчасти из-за бегства Велиотиса.
Министр Леман, в прошлом военно-морской авиатор, сделал Риковеру выговор за неподобающее поведение в письменной форме без занесения в личное дело, где упоминал, что его «выход из милости из-за безделушек следует рассматривать в контексте его неизмеримых заслуг перед флотом». Риковер опубликовал через своего адвоката заявление. В нём говорилось, что «его совесть чиста» по части подарков, и что «никогда подношения и услуги не влияли на его решения». Сенатор от Висконсина Уильям Проксмайр, давний сторонник Риковера, позже публично заявил, что инфаркт адмирала связан с тем, как его наказала и «вываляла в грязи та самая организация, которой он сослужил неоценимую службу».
Помимо личной вражды и борьбы за власть, преклонный возраст Риковера, его замкнутость на одной задаче, политическая позиция относительно ядерной энергии и граничащее с неподчинением упорное сопротивление выплате мошеннически раздутых исков дали министру Леману весомые политические основания чтобы уволить Риковера. Частичная потеря управления и проваливание на глубину во время ходовых испытаний вновь построенной лодки USS La Jolla (SSN-701), — за которой он осуществлял личный надзор — предоставили последний необходимый повод.
Поставленный в известность Леманом о решении, что Риковеру пора в отставку, президент Рейган пожелал с ним встретиться лично. По словам Лемана в его книге англ. Command of the Seas, Риковер был недоволен таким оборотом, и во время встречи пустился в обвинительную тираду против Лемана, в присутствии министра обороны Каспара Уайнбергера. Говоря о Лемане, Риковер сказал:

«Господин президент, этот червяк ничего не понимает во флоте». Адмирал повернулся (к Леману) и возвысил голос до крика: «Ты просто хочешь от меня избавиться, хочешь вытолкать меня из программы, чтобы её развалить». Переключившись на президента, он взревел: «Он просто врет, он прекрасно знает, что служит контракторам. Они хотят меня выгнать, ради своих исков, потому что я единственный в правительстве не даю им грабить налогоплательщиков».
Оригинальный текст (англ.)Mr. President, that piss-ant knows nothing about the Navy." The admiral turned toward (Lehman) and raised his voice now to a fearsome shout. "You just want to get rid of me, you want me out of the program because you want to dismantle the program." Shifting now toward President Reagan, he roared on: "He's a goddamn liar, he knows he is just doing the work of the contractors. The contractors want me fired because of all the claims and because I am the only one in the government who keeps them from robbing the taxpayers.

Оценка Лемана, в изложении CNN:

…это был тяжёлый для президента момент в Овальном кабинете. Он настолько беспокоился об этом человеке, об адмирале Риковере, что попросил нас всех выйти. Он сказал: «Адмирал Риковер и я смотрим на вещи одинаково. Не могли бы вы оставить нас на время? Нам нужно поговорить о политике.»
Оригинальный текст (англ.)...it was a difficult moment for the president in the Oval Office. And he was so concerned about the man, about Admiral Rickover and that he not be embarrassed, that he asked us all to leave. He said, "Admiral Rickover and I see things the same way. Could you leave us a while? We want to talk about policy.

Уважительно отозвавшись о прошлых заслугах Риковера, но не поощряя его дальнейшей службы, президент завершил встречу, и 63-летней карьере адмирала пришел конец.
Флотское расследование Electric Boat, отделения General Dynamics, вскоре прекратилось. По словам Теодора Роквелла, более 15 лет служившего техническим директором при адмирале, официальные лица General Dynamics открыто хвастались в Вашингтоне, что «добрались до Риковера».

## Память об адмирале
28 февраля 1983 года отмечалась отставка Риковера. Среди гостей присутствовали все три живущих экс-президента: Картер, Никсон и Форд. Президента Рейгана не было.
Адмирал Риковер скончался 8 июля 1986 года у себя дома в округе Арлингтон (Виргиния) вследствие инсульта. На поминальной службе, проведённой адмиралом Джеймсом Д. Уоткинсом в Вашингтонском национальном кафедральном соборе присутствовали экс-президент США Джимми Картер, госсекретарь Джордж Шульц, министр ВМС Леман, высшие флотские офицеры, всего около тысячи человек. Вдова Риковера попросила Джимми Картера прочесть сонет Джона Милтона «На его слепоту». Картер сказал, что сначала он был поставлен в тупик её просьбой, но затем он понял, что её просьба имеет особое значение для всех вдов моряков и членов семей тех, кто сейчас находится далеко в море: «Он также служит: тот, кто лишь стоит и ждёт».
Тело адмирала было погребено на Арлингтонском национальном кладбище (секция 5). Его первая жена Рут Мастерс Риковер (1903—1972) похоронена рядом с ним. На его памятнике выбито имя его второй жены Элеоноры А. Беднович-Риковер, с которой он познакомился в Корпусе флотских медсестёр, где она служила коммандером. После него остался единственный сын Роберт Риковер, который работает учителем в технической школе в Александрии.
Могила Риковера расположена с видом на Вечный огонь президента Кеннеди. Примечательно, что он подарил президенту табличку со старинной бретонской молитвой: «Море Твоё так велико, о Господи, а лодка моя так мала». Табличка выставлена в Президентской библиотеке Джона Ф. Кеннеди, в экспозиции «Овальный кабинет».
Всего несколько имен в XX веке приходят на ум, если поискать тех, кто оказал решающее влияние как на свой флот, так и страну: Мэхэн, Фишер, Горшков. К ним добавился и Риковер. Его беспрецедентное стремление к превосходству всего, что он делал, повернуло на новый путь технику, контроль качества, отбор персонала, обучение и подготовку флота, и имела далеко идущие последствия, как для военно-промышленного комплекса, так и для гражданской ядерной энергетики.
В его честь названы:

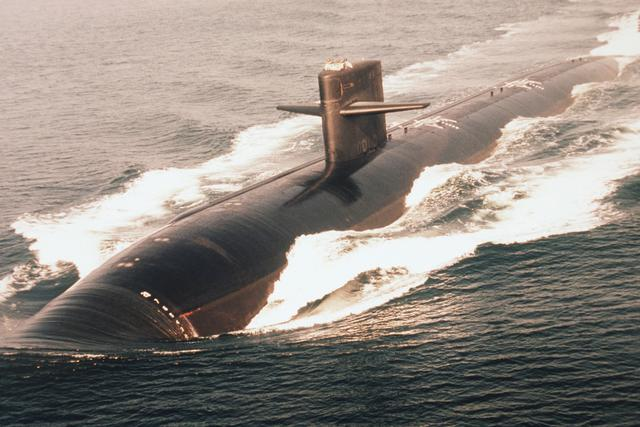
USS Hyman G. Rickover (SSN-709)

- Подводная лодка типа «Лос-Анджелес» USS Hyman G. Rickover (SSN-709). Вступила в строй до смерти адмирала; один из немногих американских кораблей, названных в честь живущего человека. Спущена на воду 27 августа 1983 года, крещена второй женой адмирала, Элеонор Анн Беднович-Риковер, вступила в строй 21 июля 1984 года, выведена из боевого состава 14 декабря 2006-го.
- Подводная лодка типа «Вирджиния»" USS Hyman G. Rickover (SSN-795), 22-я подлодка этого типа. Заложена в мае 2018 года, в 60-летнюю годовщину первого кругосветного плавания атомной подлодки USS Nautilus (SSN-571). Крещена Дарлин Гринерт, супругой главнокомандующего ВМС США Джонатана Гринерта.
- Корпус Риковера (англ. Rickover Hall) в Военно-морской академии в Аннаполисе (штат Мэриленд). В нём помещаются факультеты: Инженерно-механический, Инженерно-океанографический и Воздушно-космический инженерии.
- Центр имени Риковера военно-морского Учебного командования ядерной энергетики.
- Стипендия Адмирала Риковера Массачусетского технологического института[48].
- Среднее военно-морское училище в Чикаго[49].
- Средняя школа в пригороде Чикаго[50].

## Награды

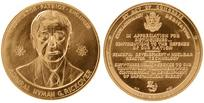
Две золотые медали Конгресса, которыми наградили Риковера

### Военный значок
|  | Submarine Warfare Insignia (Dolphins) |

### Медали и знаки отличия
| Золотая звезда повторного награждения · Золотая звезда повторного награждения | Медаль «За выдающуюся службу» (ВМС США) с двумя золотыми 5/16 дюймовыми звёздами повторного награждения (1961, 1964, 1982) |
| Золотая звезда повторного награждения                                         | Орден «Легион Почёта» с двумя золотыми 5/16 дюймовыми повторного награждения (1945, 1952)                                  |
|                                                                               | Похвальная медаль (ВМС) (1945)                                                                                             |
|                                                                               | Похвальная медаль (армия США) (1949) (похвальное письмо министра армии в 1946 году.)                                       |
|                                                                               | Президентская медаль Свободы (1980)                                                                                        |
|                                                                               | Медаль за победу в Первой мировой войне                                                                                    |
|                                                                               | Медаль «За службу в Китае»                                                                                                 |
| Бронзовая звезда за службу                                                    | Медаль «За защиту Америки»                                                                                                 |
|                                                                               | Медаль «За Американскую кампанию»                                                                                          |
|                                                                               | Медаль «За Азиатско-тихоокеанскую кампанию»                                                                                |
|                                                                               | Медаль Победы во Второй мировой войне                                                                                      |
|                                                                               | Медаль «За оккупационную службу» (ВМС США) с пряжкой «ASIA»                                                                |
| Бронзовая звезда за службу                                                    | Медаль за службу национальной обороне с одной 3/16 дюймовой бронзовой звездой за службу                                    |

- Золотая медаль Конгресса США- 2 награждения (1958, 1982)

### Foreign order
|  | Почётный командор Орден Британской империи (1946) |

За выдающуюся гражданскую службу он был дважды награждён Золотой медалью Конгресса: в 1958 году и, спустя 25 лет, в 1983 году. В 1980 году за вклад в дело мира президент Картер вручил ему Президентскую медаль Свободы, высшую невоенную награду Америки.
Кроме того он получил 61 гражданскую награду и 15 почетных степеней, включая престижную Премию Энрико Ферми, «за инженерные достижения и образцовое руководство при создании безопасной и надежной ядерной энергетики и её успешное применение в национальной безопасности и экономике».
В 1955 году получил Медаль Эглестона, в 1970 году — Вашингтонскую премию, в 1976 году — Премию Гарольда Пендера.